# SN 2007mh
SN 2007mh – supernowa typu Ia odkryta 8 października 2007 roku w galaktyce A031431+0016. W momencie odkrycia miała maksymalną jasność 19,90m.